# Neil Price (archeologo)
Neil Stuppel Price (Londra, 13 settembre 1965) è un archeologo e antropologo inglese specializzato nello studio dell'età vichinga scandinava e dell'archeologia dello sciamanesimo. Attualmente è professore presso il Dipartimento di Archeologia e Storia Antica dell'Università di Uppsala, Svezia.
Nato nel sud-ovest di Londra, Price si è poi laureato in Archeologia all'Università di Londra, prima di scrivere il suo primo libro, The Vikings in Brittany, pubblicato nel 1989. Ha svolto le sue ricerche di dottorato dal 1988 al 1992 presso l'Università di York, prima di trasferirsi in Svezia, dove ha completato il suo dottorato di ricerca presso l'Università di Uppsala nel 2002. Nel 2001 ha curato per Routledge un'antologia intitolata The Archaeology of Shamanism e l'anno successivo ha pubblicato e difeso la sua tesi di dottorato, The Viking Way. The Viking Way sarebbe stato valutato criticamente come uno degli studi più importanti dell'età vichinga e della religione precristiana da altri archeologi come Matthew Townend e Martin Carver. Nel 2017 Price è stato eletto membro del Corresponding Fellow della Royal Society di Edimburgo (CorrFRSE).

## Biografia
Price ha iniziato la sua carriera archeologica nel 1983, lavorando per il Museum of London nello scavo di siti romani e medievali nella zona della Grande Londra. Successivamente ha iniziato a studiare per una laurea in materia nel 1988 presso l'Institute of Archaeology, poi parte dell'Università di Londra. Fu qui che sviluppò un particolare interesse per il periodo altomedievale e l'epoca vichinga, e si dedicò a ricerche sul campo in Gran Bretagna, Germania, Malta e nei Caraibi.
Price ha iniziato la sua ricerca di dottorato presso il Dipartimento di Archeologia dell'Università di York dall'ottobre 1988 al maggio 1992. Sotto la supervisione degli archeologi Steve Roskams e Richard Hall, Price aveva inizialmente focalizzato la sua ricerca sulle case anglo-scandinave al 16-22 Coppergate a York, anche se alla fine si allontanò da questo per concentrarsi sull'archeologia all'interno della Scandinavia stessa. A causa di circostanze personali, Price non riuscì a terminare la sua tesi di dottorato a York e nel 1992 emigrò in Svezia, dove trascorse i cinque anni successivi lavorando come archeologo da campo. Nonostante il suo lavoro a tempo pieno, continuò ad essere impegnato nella ricerca archeologica a titolo privato, pubblicando una serie di articoli accademici e presentandone altri in conferenze. Nel 1996 entra nel Dipartimento di Archeologia dell'Università di Uppsala come ricercatore, dove l'anno successivo inizia a lavorare a tempo pieno. A Uppsala ha poi completato la sua tesi di dottorato e ha conseguito il dottorato di ricerca sotto la supervisione di Anne-Sofie Gräslund.

## Opere

### Libri
- (EN) The Vikings in Brittany, Londra, Viking Society for Northern Research, 1989.
- (EN) The Archaeology of Shamanism, Londra, Routledge, 2001.
- (EN) The Viking Way: Religion and War in Late Iron Age Scandinavia, Uppsala, Department of Archaeology and Ancient History, Uppsala University, 2002, ISBN 91-506-1626-9.
- (EN) Odin's Whisper: Death and the Vikings, Londra, Reaktion Books, 2016, ISBN 978-1-78023-290-4.
- (EN) The Vikings, Londra e New York, Routledge, 2016, ISBN 978-0-41534-349-7.
- (EN) The Viking Way: Religion and War in Late Iron Age Scandinavia, 2ª ed., Oxford, Oxbow Books, 2017, ISBN 978-1-84217-260-5.

### Articoli
- (EN) Paul Mortimer e Neil Price, An Eye for Odin? Divine Role-Playing in the Age of Sutton Hoo, in European Journal of Archaeology, vol. 17, n. 3, 2014,  pp. 517–538, DOI:10.1179/1461957113Y.0000000050. URL consultato il 2 maggio 2019.